# Caprese Michelangelo
Caprese Michelangelo ist eine Gemeinde mit 1340 Einwohnern (Stand 31. Dezember 2023) in der Provinz Arezzo in der Toskana, Italien.

## Geografie

Lage von Caprese Michelangelo in der Provinz Arezzo

Der Ort liegt im oberen Tiber-Tal am östlichen Rande der mittelitalienischen Region Toskana, östlich von Florenz am Kamm der Apenninen.
Zu den Ortsteilen gehören Casalino di Caprese, Dicciano, Fragaiolo, Gregnano, Lama, Monna,  Papiano, Ponte Singerna, San Casciano, San Cristoforo, Selva Perugina, Sovaggio, Trecciano und Valboncione.
Die Nachbargemeinden sind Anghiari, Chitignano, Chiusi della Verna, Pieve Santo Stefano und Subbiano.

## Geschichte
Das Gebiet war bereits in der etruskischen Zeit besiedelt. Im Mittelalter wurde die Gegend stark von hier siedelnden Langobarden geprägt. 1226 kam der Ort unter die Oberherrschaft von Arezzo. Mit königlichem Erlass vom 9. Februar 1913 wurde der Name seines berühmtesten Bürgers, Michelangelo, dem Ortsnamen Caprese hinzugefügt.

## Sehenswürdigkeiten

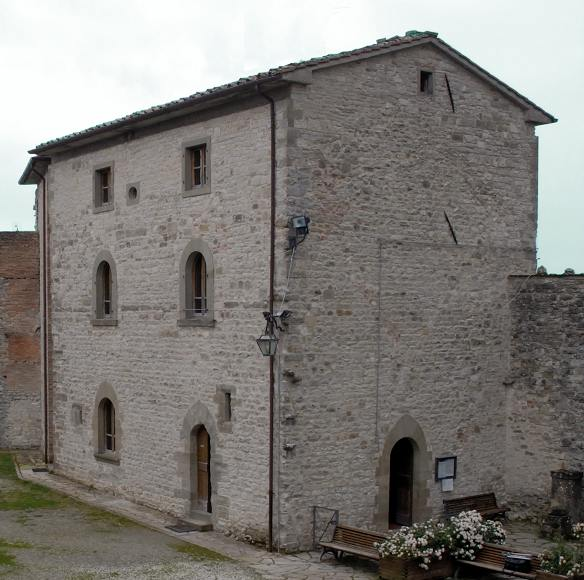
Museo michelangiolesco

- Museo michelangiolesco
- Museo dell’acqua e del mulino
- Biblioteca Michelangiolesca

## Persönlichkeiten
- Michelangelo (1475–1564), Maler, Bildhauer, Architekt und Dichter
- Giovanni Santini (1797–1877), Astronom und Mathematiker
- Elio Boncompagni (1933–2019), Dirigent
- Maria Grazia Spillantini (* 1957), Neurowissenschaftlerin und Hochschullehrerin